# Reserva índia de Fort Peck
Fort Peck és una reserva índia de les nacions sioux i assiniboines. Fou creada per l'ordre executiva del 1888, compartida per les nacions sioux i assiniboine, en el territori dels comtats de Valley, Roosevelt, Sheridan i Daniels (Montana). Té 2.174.000 acres (5.149 km²), dels quals 395.893 són de propietat tribal i 509.602 són parcel·lats. La capital és Poplar. La seva constitució escrita és de 1927.
La reserva té una població 6.800 habitants, tot i que el rol tribal enregistra 10.000 persones. L'economia de la reserva es basa en la ramaderia i en l'Assiniboine and Sioux Tribal Industries (ASTI). Tenen constitució escrita des del 1927.

## Bisó
En març de 2012 uns 63 bisons americans del Parc Nacional de Yellowstone foren transferits a les planures de la reserva índia de Fort Peck, per ser alliberats en una àrea de cacera de 2.100 acres 25 milles al nord de Poplar. Hi ha molts altres ramats de bisons fora del Yellowstone, però aquest és un dels molt pocs genèticament purs, de raça no creuada amb el bestiar. Els nadius americans van celebrar la mesura, que va arribar més d'un segle després que els bisons van ser gairebé exterminats pels caçadors i el govern. Les tribus assiniboine i Gros Ventre de la reserva índia de Fort Belknap també rebran una part d'aquest ramat.

## Comunitats
- Brockton
- Frazer
- Lustre
- Poplar
- Reserve
- Wolf Point

## Destacats membres tribals
- Chaske Spencer
- Minnie Two Shoes (1950—2010), periodista, activista, co-fundadora de la Native American Press Association
- Frank W. Warner
- Horse's Ghost